# Waregem

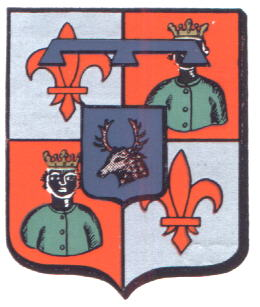
Waregems vapen

Waregems läge inom provinsen Västflandern

Waregem är en kommun i provinsen Västflandern i regionen Flandern i Belgien. Waregem hade 35 963 invånare per 1 januari 2008.